# James Voss
James Shelton Voss (Cordova, 3 de março de 1949) é um astronauta norte-americano, veterano de cinco missões ao espaço.

## Biografia
Formado em engenharia aeroespacial, Voss foi oficial do Exército dos Estados Unidos, servindo na Alemanha, na infantaria e na inteligência; de volta ao país, estudou mecânica durante três anos na Academia Militar dos Estados Unidos e cursou a prestigiosa Escola de Piloto de Teste Naval.
Entrando para a NASA em 1984, trabalhou como engenheiro em testes de diversas missões dos ônibus espaciais, até ser admitido no curso de treinamento de astronautas em 1987, qualificando-se no ano seguinte como especialista de missão. No fim da década, viveu por dois anos em Moscou, onde treinou no Centro de Treinamento de Cosmonautas Yuri Gagarin, na Cidade das Estrelas, e serviu como tripulante reserva de duas missões conjuntas dos dois países à estação espacial Mir.
Em novembro de 1991 fez sua viagem inaugural ao espaço, como especialista de missão da STS-44 Atlantis, que durante oito dias esteve em órbita para efetuar o lançamento de satélites do programa militar norte-americano. Em dezembro de 1992, participou da segunda missão, na STS-53 Discovery, onde a tripulação de cinco homens completou mais uma etapa de colocação de carga secreta em órbita para o Departamento de Defesa dos Estados Unidos.
Em setembro de 1995, ele foi novamente ao espaço como comandante de carga da STS-69 Endeavour, que colocou em órbita o satélite Spartan e onde Voss realizou seis horas de caminhadas espaciais para testar o novo traje espacial desenvolvido e observar o funcionamento de peças e equipamentos a serem usados na construção da Estação Espacial Internacional.
Em maio de 2000, completou sua quarta ida ao espaço na STS-101 Atlantis, terceira missão da NASA destinada à construção da ISS.  Ele realizou mais seis horas de atividades extraveiculares, trabalhando na instalação de peças externas da estrutura da estação.
Sua última missão lhe deu também o recorde pessoal de permanência em órbita, como participante da Expedição 2, segunda tripulação habitante da ISS, ficando 163 dias na estação, entre março e agosto de 2002. Voss foi levado à ISS na STS-102 Discovery e trazido de volta na STS-105 da mesma nave. Durante a estadia, realizou mais atividades extra-veiculares, completando um total de cerca de 21 horas no vácuo em toda a carreira, em trajes espaciais russos e norte-americanos e foi o primeiro astronauta a operar o braço robótico canadense da ISS, o Canadarm2.
De volta à Terra, exerceu funções de comando e chefia no departamento de astronautas da agência espacial até 2003 e hoje trabalha como executivo na iniciativa privada. 